# 12801 Somekawa
12801 Somekawa eller 1995 XD är en asteroid i huvudbältet som upptäcktes den 2 december 1995 av den japanska astronomen Takao Kobayashi vid Ōizumi-observatoriet. Den är uppkallad efter den japanske amatörastronomen Somekawa Shuichi.
Asteroiden har en diameter på ungefär 3 kilometer och den tillhör asteroidgruppen Vesta.